# Estação Santa Luzia (Metrorec)
A Estação Santa Luzia é uma estação de metrô do Metrô do Recife, ela é a 6ª estação mais próxima do centro da capital. O movimento da estação é relativamente alto, pois possui vários colégios próximos assim como é a estação mais próxima da Avenida Recife. A estação é mais utilizada para quem usa a Linha Centro. Também é ligada ao Terminal Integrado Santa Luzia.

## Terminal Integrado (SEI)
A estação possui um Terminal Integrado (T.I.) com 4 linhas de ônibus:
- 102 - Ibura / T.I. Santa Luzia (Empresa Metropolitana)
- 106 - Parque Aeronáutica / T.I. Santa Luzia (Jiquiá) (Empresa Metropolitana)
- 320 - Curado I / T.I. Santa Luzia (Via Totó/Werneck) (Viação Mirim)

- 412 - T.I. Getúlio Vargas / T.I. Santa Luzia (Empresa Metropolitana)